# 伊麗莎白·羅姆
伊麗莎白·羅姆（英語：Elisabeth Röhm，/roʊm, ruːm/, 德語：[eˈliːzabɛt ˈʁøːm]，1973年4月28日—），美國女演員。較知名的是在電視劇《夜行天使》（1999年至2001年）中飾演凱特·洛克利，以及在《法網遊龍》（2001年至2005年）中飾演瑟琳娜·薩瑟林一角。
羅姆也曾出演電影《麻辣女王2：美麗的要命》（2005年）、《美国骗局》（2013年）和《翻轉幸福》（2015年）。2021年帶來導演處女作《地牢女孩》。

## 私生活
羅姆與導演奥斯丁·史米瑟德（Austin Smithard）於2000年訂婚。2008年4月11日，她與合夥人羅恩·安東尼·伍斯特（Ron Anthony Wooster）一起生下了一女艾絲頓·安格斯·安東尼·伍斯特（Easton August Anthony Wooster）。他們於2014年10月離婚。2019年1月，羅姆宣布與法官喬納森·T·科爾比訂婚。2020年3月，羅姆的公關人員透露，她和科爾比已分手 In March 2020, Röhm's publicist revealed that she and Colby are no longer together.。2021年10月，羅姆在女兒的見證下與彼得·格拉澤（Peter Glatzer）結婚。
羅姆很喜歡騎馬，但在2005年的一場事故中放棄了馬術的職業，這是於2011年的節目《Celebrity Close Calls》中所提及。而她在《重返犯罪現場》的某一集中也曾與馬克·漢蒙共同騎馬。

## 外部連結
- 官方网站
- Elisabeth Röhm在互联网电影资料库（IMDb）上的資料（英文）